# Lobelia nugax
Lobelia nugax är en klockväxtart som beskrevs av Franz Elfried Wimmer. Lobelia nugax ingår i släktet lobelior, och familjen klockväxter. Inga underarter finns listade i Catalogue of Life.